# Orvosbiológiai textilanyagok

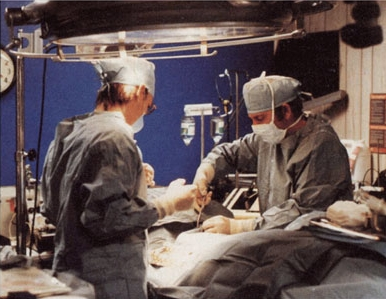
Sebészek munkában

Az orvosbiológiai textilanyagok körébe azok a textíliák tartoznak, amelyek az emberi vagy állati szervezetbe beültetve segítik az egészség helyreállítását. Ide tartoznak a sebvarró fonalak, a mesterséges ín- és ízületi szalagok, az érprotézisek, a sebészeti hálók, valamint azok az implantátumok, amelyeket valamely szerv működésének javítására, vagy testszövet pótlására alkalmaznak, ilyen például a nyelőcső implantátum.
Az egészség és a higiénia az emberiség legalapvetőbb igényei közé tartozik, amelynek kielégítése óriási piacot jelent, egyebek között a textilanyagok számára is. Ez a piac egyre nagyobb, hiszen a Föld össznépessége évről évre nő, ugyanakkor az emberek igényei is mind magasabb színvonalú termékeket kívánnak. Az orvostudomány fejlődése is mind újabb és újabb területeken teszi lehetővé – sőt, igényli – a korszerű anyagok, köztük a legkülönfélébb textilanyagok alkalmazását.
A textilanyagok fejlesztése és alkalmazása érdekes lehetőségeket nyit meg az orvostudomány számára – és viszont: a gyógyászatban használatos textilanyagok előállítása fontos lehetőségeket kínál a textilipar számára. A textilipar szakemberei és az orvosok együttműködése újszerű sebészeti eljárások kifejlesztését teszi lehetővé. Az implantációban alkalmazott textília szerkezetét a felépítés, az anyagösszetétel, a szálak viselkedése és lebomlási tulajdonságai határozzák meg. A biológiailag kedvező tulajdonságú, tervezhető felszívódási képességű, jól sterilizálható varrófonalak és implantátum-anyagok állandó kutatási területet jelentenek. Ugyanakkor a textiltechnológiai eljárások és gépek folyamatos fejlesztései is újabb és újabb műtéti, gyógyászati megoldásokat tesznek lehetővé. Mindehhez a textilipar és az orvostudomány szoros együttműködésére van szükség.

## Történet

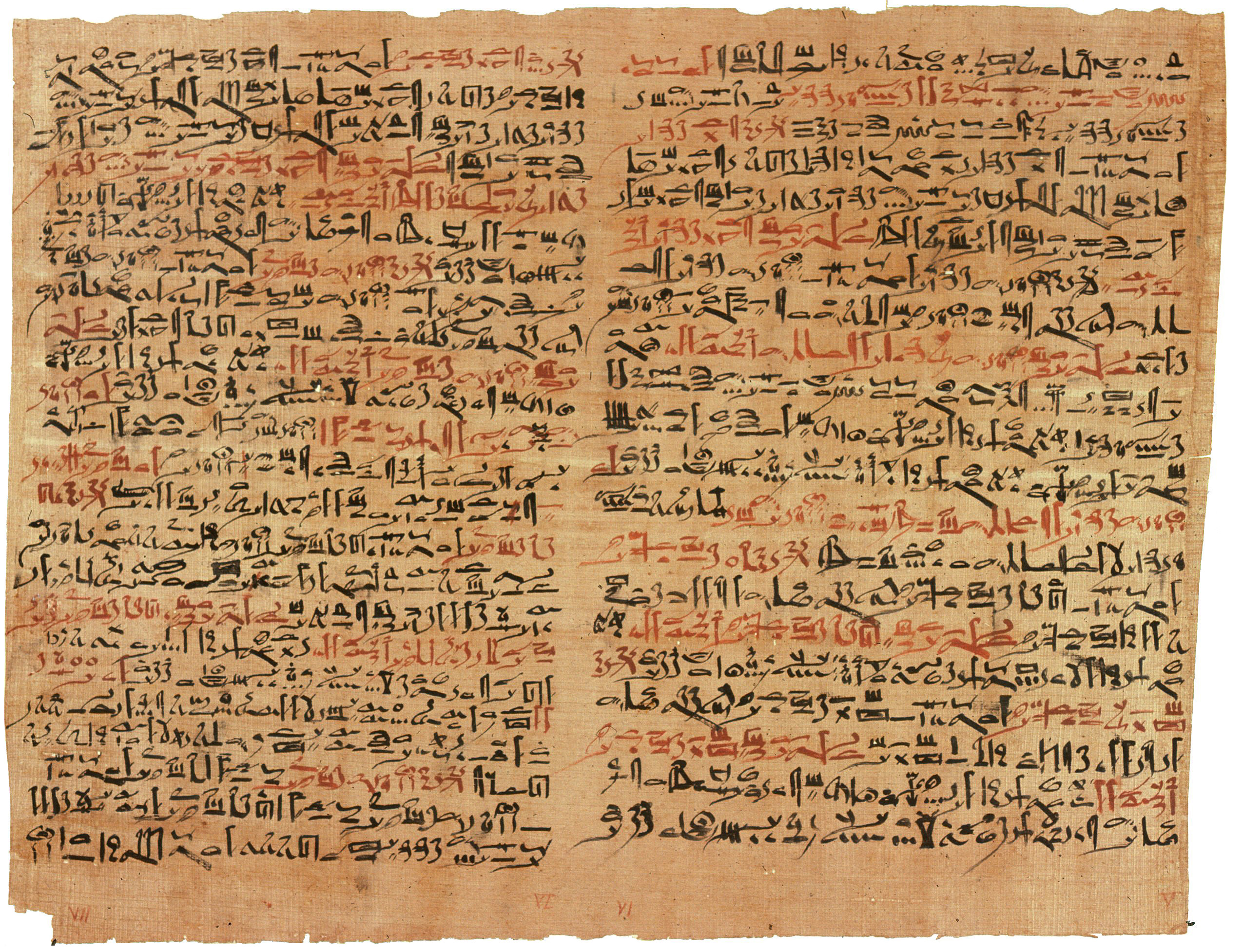
A Sebészeti papirusz részlete

A gyógyászatban már régóta és széles körben használnak textíliákat, erre utaló leletek az ókorból is fennmaradtak. Az i. e. 1100-ból származó egyiptomi múmiák hasbőrén már láthatók varratok. Habár feltételezhető, hogy kézi szövésű lenvásznakat, pókhálókat, emberi hajszálat, gyapjúszálat már sokkal régebben is használtak a vérző sebek ellátására, az első írásos feljegyzés arról, hogy a gyógyításban textíliát használtak, egy i. e. 17. századból származó egyiptomi papiruszon, az úgynevezett „sebészeti papiruszon” olvasható. Egy másik, mintegy 2500 évvel ezelőtt keletkezett indiai leírás, az indiai „Susanta Sambita” elnevezésű mű a lószőr, a bőrcsíkok és az állati inak mellett a pamutot és a kéregrostokat is említi. Hippokratész (i. e. 400 körül) állati inakat és az izmokat borító hártyából (fascia) készült „fonalakat” ajánlotta varróanyagként. A perzsa Abú al-Kászim (latinul Abulcasis, 936–1013) inakból, bélhúrból, hajból és más szőrszálakból, valamint selyemből készült varrófonalakat és a varráshoz csontból és bronzból készült egyenes és íves tűket használt.
A textiltechnológiai eljárásokkal készült különböző egyéb orvosbiológiai termékek a 20. század közepe óta jelentek meg – és jelennek meg ma is újabb és újabb alkalmazásokra –, párhuzamosan a textilgépek és textilipari eljárások egyre kifinomultabb változatainak kialakulásával és a szintetikus szálasanyagok körében végzett fejlesztésekkel, a kutató és praktizáló orvosok, a textilmérnökök és textilvegyészek, valamint a szintetikus szálasanyagok fejlesztésében és gyártásában dolgozó fizikusok, vegyészek közös munkája eredményeként, példát mutatva ezzel a különböző ipar- és tudományágak együttműködésének hasznosságára.
Az egészségügyi piac legnagyobb részét ma – az egészségügyi intézményekben használt öltözékek és ágyneműk, valamint a hagyományos kötszerek mellett – az egyszer használatos, eldobható textilanyagok töltik ki, amelyek főleg az úgynevezett nemszőtt kelmékből készülnek (ilyenek például a korszerű pelenkák, maszkok, sebészeti törlőkendők stb.), de nem elhanyagolható és egyre bővülő területet jelentenek a sebvarró fonalak, a textilanyagból készült olyan termékek, amelyeket a testbe beépítve, valamely szerv vagy testszövet pótlására alkalmaznak – az úgynevezett implantátumok, protézisek –, valamint az orvosi műszerekben használt textíliák (csövek, hálók, szűrők stb.) is. Az utóbbi évtizedekben egyre szélesebb körben terjednek el az ilyen célt szolgáló termékek és az ezeket alkalmazó gyártási és sebészeti technológiák.

## Az implantátumok jelentősége
Az úgynevezett orvosbiológiai textíliákból készült implantátumokkal sérült testszövetek vagy szervek működését segítik vagy ilyeneket helyettesítenek. Ezek az anyagok hatékonyan elősegítik a sebek gyógyulását (varratok formájában) vagy mint például mesterséges véredények, inak stb. használhatók.
Bár a sérült testrész vagy szerv helyettesítésének természetes módja az átültetés (transzplantáció) volna, ez igen sok esetben a gyakorlatban nem megvalósítható. Ennek oka részben az, hogy szerves (élőlényből származó) implantátumok – ha vannak egyáltalán – nem mindig állnak rendelkezésre a kellő időben, másrészt ez a módszer nagyon drága. Fennáll az esetleges összeférhetetlenség és a kilökődés veszélye is. Ezért folyamodnak az orvosok a mesterséges anyagok használatához, az úgynevezett orvosbiológiai anyagokhoz, termékekhez, protézisekhez.

## Általános követelmények
Az orvosbiológiai textilanyagoknak alkalmasaknak kell lenniük arra a célra, amire készülnek. Egy külsőleg alkalmazott kötszer csak ideiglenesen van jelen a sérült testfelületen. Ennek elsősorban védelmi szerepe van, és könnyen eltávolíthatónak kell lennie. A testen belül alkalmazott sebvarró cérnának ellenben biológiailag lebomló anyagból kell készülnie; egy szöveterősítő hálónak, ínprotézisnek vagy műérnek ezzel szemben tartósnak és az azt körülvevő más szövetekkel összeférhetőnek (biokompatibilisnek) kell lennie.
Alapvető követelmény, hogy a gyógyászatban használt anyagoknak nem szabad mérgezőknek, allergiát kiváltóknak, rákkeltőknek lenniük, és hogy kémiai vagy mechanikai károsodásuk nélkül sterilizálhatók legyenek. Számos alkalmazási területen fontos a jó nedvszívó képesség.
Az emberi szervezetbe beültetett mesterséges implantátumokkal szemben a következő követelményeket támasztják:
- legyenek porózusak, hogy könnyen beépülhessenek a környező szövetekbe;
- rövid, kör keresztmetszetű szálakból készüljenek, mert ezek könnyebben beágyazódnak a szervezet természetes szöveteibe, mint a hosszú, szabálytalan keresztmetszetű szálak;
- ne legyenek mérgező hatásúak, és sem a szálakat alkotó polimer, sem a szálak, sem pedig szálképzésnél és az implantátum előállításánál alkalmazott eljárás ne tartalmazzon szennyező anyagokat;
- az alkalmazási helytől függően legyen biológiailag lebomló, vagy éppen stabil.

A mesterséges orvosbiológiai textilanyagokat az alábbi táblázat foglalja össze.
| Alkalmazási terület                       | Anyag                                                                       | Felhasználási forma        |
| Varratok                                  |                                                                             |                            |
| Biológiailag lebomló (felszívódó)         | Kollagén, polilaktid, poliglikolid                                          | Monofilament vagy fonatolt |
| Biológiailag nem lebomló (nem felszívódó) | Poliamid, poliészter, politetrafluoretilén (PTFE), polipropilén             | Monofilament vagy fonatolt |
| Lágy szövetek (implantátumok)             |                                                                             |                            |
| Mesterséges inak                          | Politetrafluoretilén (PTFE), poliészter, poliamid, polietilén, hernyóselyem | Szövött vagy fonatolt      |
| Mesterséges szalagok                      | Poliészter, szénszál                                                        | Fonatolt, hímzett          |
| Mesterséges porcok                        | Kis sűrűségű polietilén (LDPE)                                              | Nemszőtt kelme             |
| Mesterséges bőr                           | Kitin                                                                       | Nemszőtt kelme             |
| Műerek                                    | Polietilén, politetrafluoretilén (PTFE)                                     | Kötött, szövött            |
| Szívbillentyűk                            | Polietilén                                                                  | Kötött, szövött            |

## A szervezetbe beültethető orvosbiológiai textilkészítmények

### Sebvarró fonalak

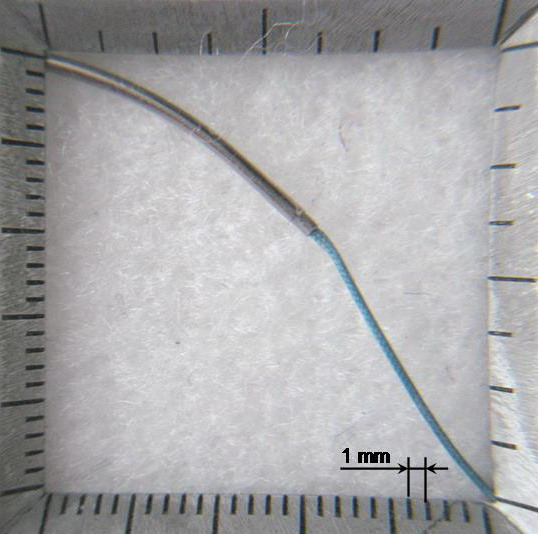
Tűre szerelt, fonatolt sebészeti varrófonal

A sebvarró fonalak (sebészeti cérnák) a legegyszerűbb orvosbiológiai anyagok. A műtéteknél használt sebvarró fonalak lehetnek biológiailag lebomlók vagy nem lebomlók. Az előbbieket főleg belső varratokhoz használják, az utóbbiakat pedig a testfelületen levő sebek összevarrására, mert ezeket a seb gyógyulásának előrehaladásakor el lehet távolítani. Anyagaik lehetnek természetes vagy mesterséges eredetűek, attól függően, hogy milyen kémiai és biológiai követelményeknek kell megfelelniük.
A hagyományos sebvarró fonal a bélhúr (catgut), amit kecske-, juh- vagy szarvasmarhabélből, szigorúan ellenőrzött körülmények között állítanak elő. Nagy előnye, hogy ott is alkalmazható, ahol a fertőzési veszély miatt egy nem felszívódó anyagból készült fonal nem lenne használható. Hátránya viszont, hogy nem elég erős, tisztasága kétséges lehet és drága. Ezeknek a hátrányoknak a kiküszöbölésére kollagén anyagú fonalat használnak: izomrostokat bontanak fibrillákra, ezeket extrudálják, majd visszaalakítják kollagénné és ebből varrófonalat készítenek.
Használatos még nem felszívódó sebvarró fonalként néhány természetes szálasanyag is: hernyóselyem, pamut, len.
A szintetikus sebvarró fonalak között is vannak felszívódó és nem felszívódó típusok. A felszívódó típusok között leggyakrabban a poliglikol-sav (Dexon) alapú fonalak használatosak. Ez ugyan lassabban szívódik fel, mint a bélhúr, de a belőle készült sebvarró fonal előnye a nagy szilárdság, valamint az, hogy nagyon kevéssé lép reakcióba a természetes szövetekkel és jól csomózható. Hátránya viszont, hogy szilárdsága mintegy tizenöt nap múltán erősen csökken. Kopolimerekkel – például poliglaktin (Vicryl), polidioxon (PDS), poliglikonát (Maxon) használatával – ez a hátrány kiküszöbölhető, az ilyen készítmény 4–6 hétig nem veszít a szilárdságából. A Vicryl Plus triklozánnal, egy szerves klórvegyülettel impregnált poliglaktin szál, amely antibakteriális tulajdonságával tűnik ki. A Vicryl és Dexon sebvarró fonalakat a bőrfelszín alatti varratokhoz, valamint ott használják, ahol a varrat eltávolítása veszélyeztetné a seb gyors gyógyulását, például kisgyerekeknél, akik nehezen tűrik a varratkiszedést.
Nem felszívódó szintetikus sebvarró fonal céljára a poliészter és a politetrafluoretilén (PTFE, Teflon) vált be leginkább, de használnak poliamid, polietilén, polipropilén és (főként inak varrására) polivinilidén-fluorid fonalakat is.
Megjelenési formájukat tekintve a sebvarró fonalak sima felületű monofil fonalak, vagy fonatok.  A fonalak kevésbé lépnek reakcióba a környező testszövetekkel, de a kissé merev monofil (egyetlen, viszonylag vastag elemi szálból álló, inkább vékony huzalhoz hasonlító) fonalak hátránya, hogy a kibomlás megakadályozására sokszor többszörös csomóval kell őket rögzíteni. A fonatok – amelyeket a textiliparban ismert fonatolási eljárással, több fonal egyesítésével állítanak elő – eleinte gyakran okoznak gyulladást, de kevesebb csomó kötését teszik szükségessé (szerkezetüknél fogva kevésbé hajlamosak a kibomlásra) és tartósabb kötést biztosítanak. Ezeket többnyire selyemből, pamutból vagy poliészterből állítják elő.

### Mesterséges ín- és ízületi szalagok
Az inak a kötőszövet erős kötegei, amelyek feladata az izmok szilárd rögzítése a csontokhoz. A szalagok ugyancsak rostos kötőszövetkötegek, kis mértékben rugalmasak és nyúlékonyak, feladatuk az ízületek vagy csontok egymáshoz való rögzítése. Mesterséges úton kötéssel, fonatolással vagy szövéssel állíthatók elő 20–80 mm szélességben, viszonylag csekély, mintegy 15% szakadási nyúlást és több millió ismétlődő dinamikus terhelés után is legfeljebb néhány milliméter maradó nyúlást megengedve. A szalagok egyik vége általában hurokban vagy furatos fémlemezben végződik, ezek segítségével rögzítik a csontokhoz. A másik végükön rögzítő szálak vannak, amelyekkel az élő ízületi, illetve ínszalaghoz erősíthetők.

### Mesterséges véredények (érprotézisek)

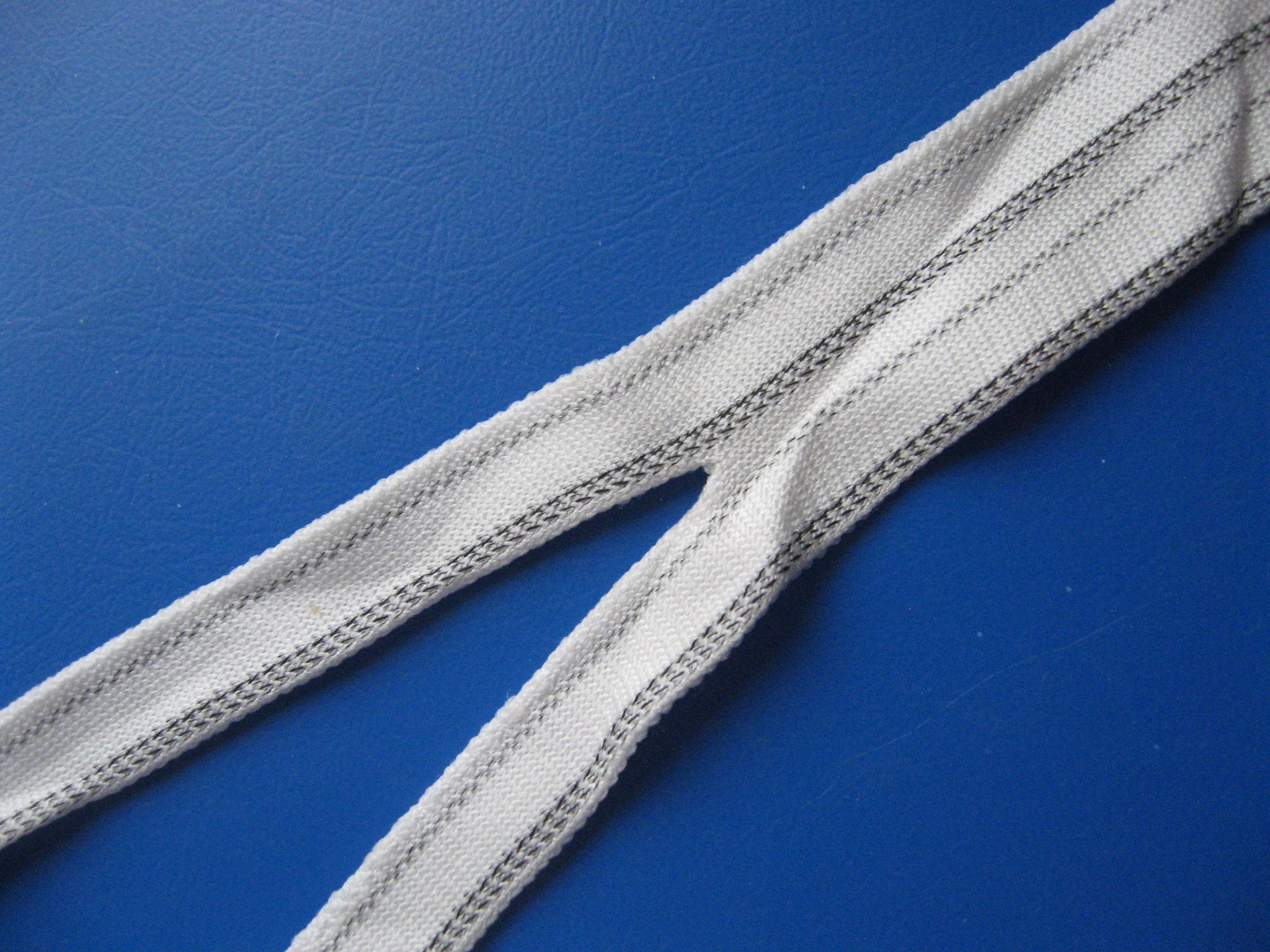
Elágazásos érprotézis, ahogy a kötőgépről lekerült

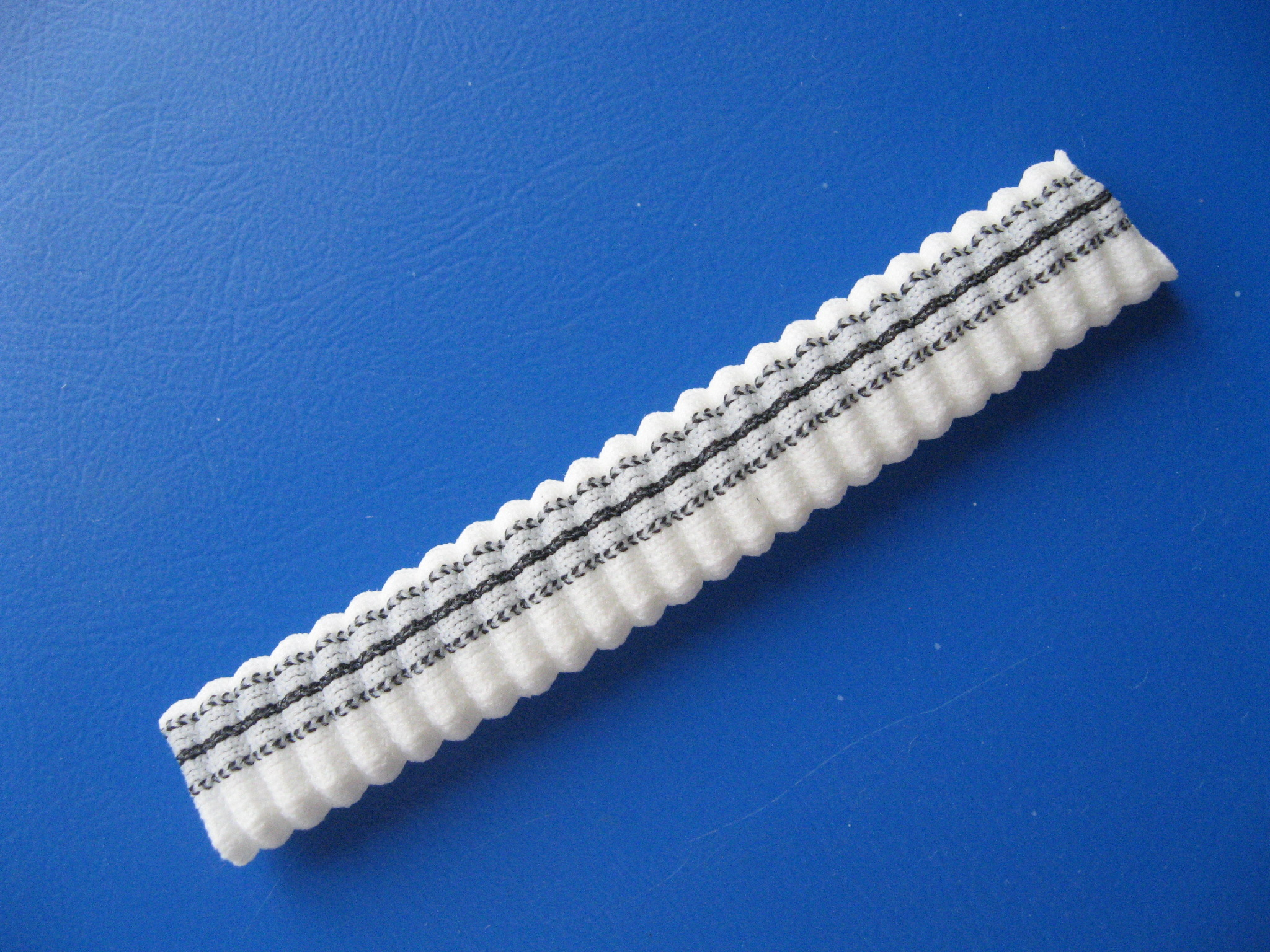
Kész kötött érprotézis részlete

A mesterséges véredényeket (graftokat) elzáródott vagy meggyengült erek (vénák, artériák) helyettesítésére használják. Merevítésüket és hajlékonyságukat harmonikaszerűen hullámos kiképzésük adja. Készülnek egyenes vagy elágazó kivitelben, leggyakrabban vetülék- vagy láncrendszerű kötési technikával. Szerkezetük porózus, így könnyen beágyazódnak a környező szövetekbe. (Készítenek többrétegű mesterséges véredényeket is, ezekben két porózus réteg között egy nem porózus réteg helyezkedik el.) Átmérőjük 6–10 mm. A vékonyabb (3–5 mm átmérőjű) mesterséges véredények alkalmazásának az a hátránya, hogy a belsejükben folyó lassú véráramlás következtében lerakódások jönnek létre, ami szűkíti ezeket az ereket. Ennek elkerülésére rugalmas polimer bevonatot lehet alkalmazni, amely kollagénszerű bevonatot képez a műér belsejében, meggátolva a lerakódást, vagy pedig ilyen anyagú rugalmas fonalat használnak a szövéssel vagy kötéssel előállított kelme gyártására.
Ezekkel a termékekkel szemben szigorú követelmény a vér anyagával való összeférhetőség, a porózus szerkezet, a jó alakíthatóság és bennük a véralvadás megakadályozása. Mint anyag, jól bevált a mesterséges véredények gyártására a poliészter és a poli(tetrafluoretilén) (PTFE, Teflon), amelyeknek jó a biokompatibilitása. A porózus PTFE cső előnyös abból a szempontból, hogy különlegesen jól gátolja a vér koagulálását. A poliészter érpótlásokat mellkasi és hasüregi artériákban, a PTFE érpótlásokat a karokban és lábakban futó artériák és vénák, valamint a krónikus vesebetegségben szenvedők dialízis kezelésében ajánlják elsősorban.
A mesterséges ereknél közvetlenül a beültetést követően vérszivárgás keletkezhet, ami elkerülhető, ha a kötött szerkezetet kívül vagy belül bolyhos felülettel készítik, vagy ha a beteg saját vérével átitatják a beültetés után.

### Egyéb cső alakú implantátumok

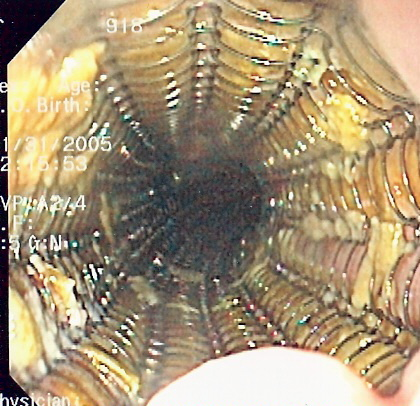
Nyelőcsőbe helyezett, fémhuzalból kötött sztent

A mesterséges erek mellett cső alakú implantátumokat (sztenteket) alkalmaznak a nyelőcső, a légcső, a húgycső rendellenességeinek gyógyítására is. Ez a cső kötött vagy fonatolt szerkezetű lehet, és különféle méretekben (átmérőben és hosszban) állítható elő. A nyelőcsőben elhelyezhető implantátum például poliészterből, vagy nitinolból  készülhet.
A kutatások előterében állnak azok a fejlesztések, amelyek célja a sérült idegvégződések áthidalásának megoldása. Elektromosan vezető polimerekkel (például polipirollal) kísérleteznek, amelyek az elektromos stimuláció révén elősegítik az ideg regenerálódását.  A textilipar szempontjából ez fontos terület, mert az idegvezető csatorna egy folytonos cső, amit textilipari eljárással lehet előállítani. Az e célra alkalmazott implantátum (sztent) mintegy 2 mm átmérőjű, és legalább 90°-ban meghajlíthatónak kell lennie anélkül, hogy a hajtásnál betörne. Felszívódó anyagból kell készülnie, hogy az ideg regenerálódását követően ne kelljen újabb műtétet végrehajtani az eltávolítására.

### Mesterséges szívbillentyűk

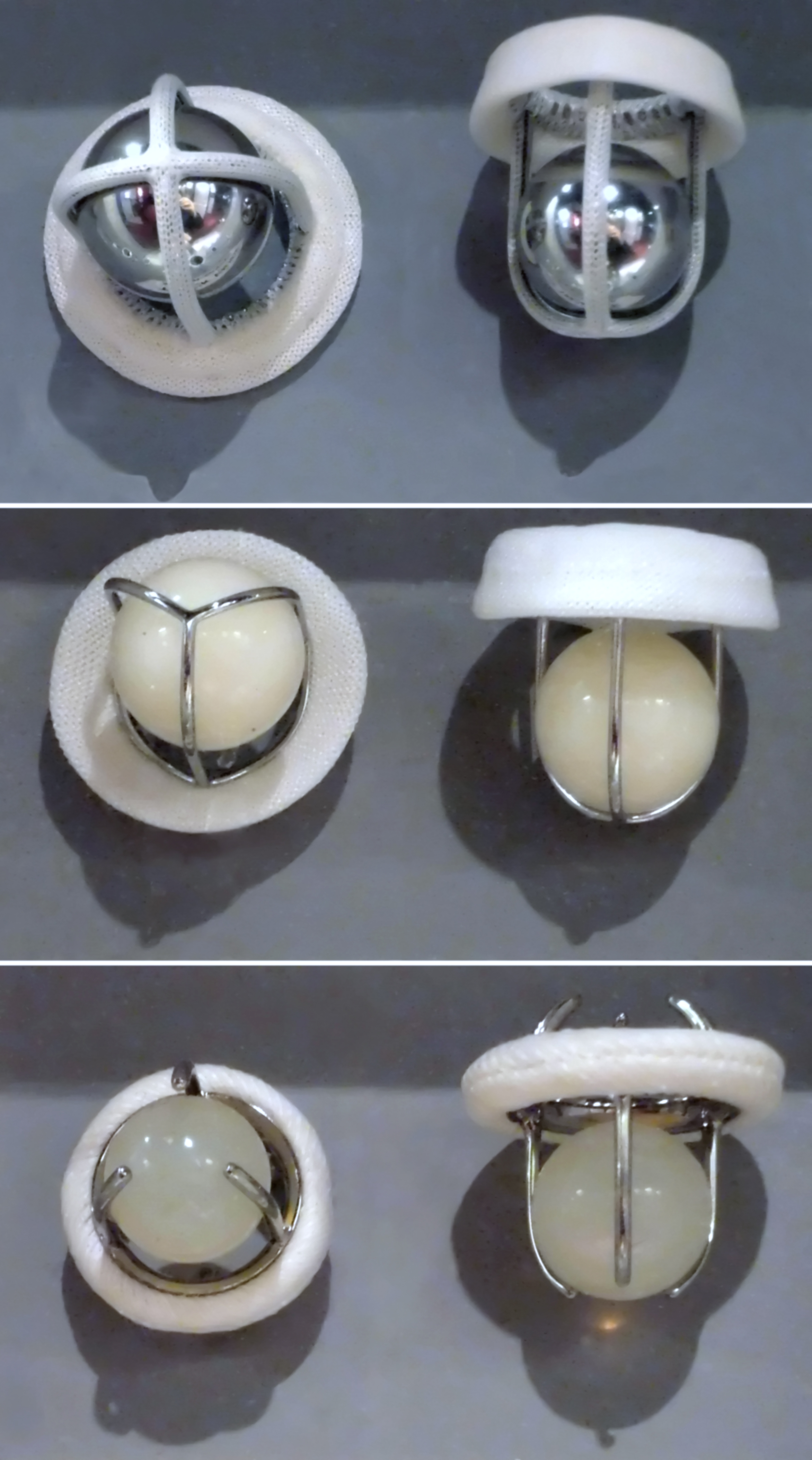
Mesterséges szívbillentyűk. A gyűrű alakú részeken (és a bal felső ábrán a kengyeleken is) textilbevonat látható.

A mesterséges szívbillentyűket szívbillentyű-elégtelenség esetén alkalmazzák. A legelterjedtebb, úgynevezett mechanikus szívbillentyű fémrészeit teflon (PTFE), polipropilén vagy poliészter fonalból kötött, esetleg bolyhos felületű textíliával burkolják, aminek révén be tud épülni a szervezet környező szöveteibe, illetve gyűrű alakú részét a textilbevonat segítségével tudják  bevarrni a megfelelő helyre.
Ilyen szerkezeteket 17–35 mm átmérőben készítenek, és beültetésük után a beteg egész további élete során használható marad.
A mechanikai szívbillentyűket főleg fiatal betegekben alkalmazzák, mert időszakos ellenőrzést igényelnek, és idővel szükség lehet újabb műtétre. A mesterséges szívbillentyűk egy másik típusát, az úgynevezett biológiai szívbillentyűt egy hasonlóképpen kötött textíliával burkolt fémgyűrűvel készítik, amire azonban sertésből vagy szarvasmarhából származó lebenyeket erősítenek. Alkalmazásukat főleg idősebb betegeknél ajánlják, mert nem igényelnek időszakos ellenőrzést, és élettartamuk 15–20 év.

### Sebészeti hálók

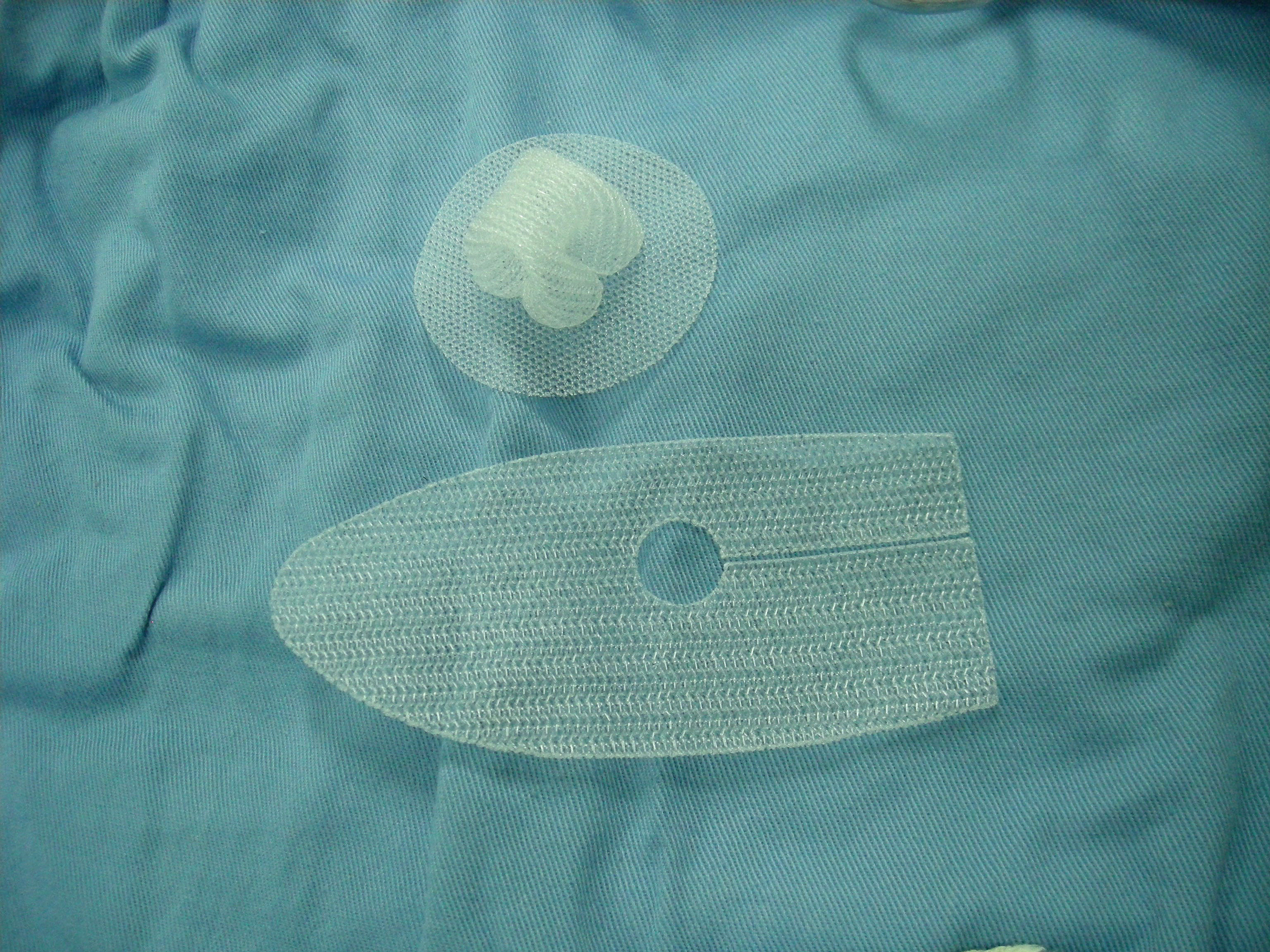
Különböző alakúra vágott sebészeti hálók

A sérv kezelésére és a hasfal helyreállítására, de más műtéti célokra is használnak szövött vagy kötött hálókat.
A sérvműtét egyike a leggyakrabban végzett sebészeti beavatkozásoknak, amelynek során a hasfal szétnyílt szöveteit egymáshoz közelítve újra össze kell erősíteni. A hagyományos műtéti eljárásnál ez azzal jár, hogy mindkét részben feszültség keletkezik, ami meglassítja a regenerálódást. Ha azonban egy hálót helyeznek be a nyílásba, amelyet mindkét oldalhoz hozzáerősítenek, ez a feszültség keletkezését megszünteti, és a gyógyulás sokkal gyorsabb. A háló szervesen beépül a hasfal szöveteibe és véglegesen ott maradhat. Hasonlóképpen beváltak a hálók a máj rögzítésére és mellműtéteknél, sőt kísérletek folynak a szívműtéteknél való alkalmazásukra is.  Ezekre a célokra legjobban a polipropilén monofil fonalból készült kötött hálók felelnek meg, mert ellenáll a fertőzéseknek és nem allergén, de készülnek ilyen termékek poliészterből, poliészter/szénszál kombinációból, és polivinilidén-fluoridból (PVDF) és teflonból (PTFE) is. Készítenek hálót felszívódó anyagból is, ennek használata azon alapul, hogy beültetésének helyén egy természetes membrán képződik.
Ezekkel a hálókkal szemben a következő fő követelményeket kell támasztani:
- biokompatibilitás,
- sterilizálhatóság,
- felszívódó vagy éppen nem felszívódó tulajdonság (az alkalmazástól függően),
- megfelelő szilárdság,
- megfelelő fonalvastagság, pórusméretek és póruseloszlás,
- jó méret- és alaktartás, a pórusok alakjának megtartása,
- puhaság, jó alakíthatóság, könnyű kezelhetőség a műtét során.

A fenti követelményeknek legjobban megfelelő háló láncrendszerű kötőgépen készíthető, monofil polipropilén fonalból. Emellett készítenek ilyen hálókat szövéssel és fonatolással is. A hálókelmét a mindenkori alkalmazási módnak megfelelően darabolva, formára vágva helyezik be a szervezetbe a műtét során, ahol varratokkal vagy kapcsokkal rögzítik. A biokompatibilis, porózus szerkezetű háló teljesen beépül a testszövetekbe.

### Testszövetek fejlesztése textílián
A testszövetek fejlesztése a modern gyógyászati kutatások egyik leggyorsabban növekvő területe. Egyesíti a sejt- és molekulabiológusok, klinikusok és sebészek, a bioreaktorok és bioanyagok szakértőinek tevékenységét. Kiterjed az egyszerű bőrsejtek osztódásától az egész testszövet-regenerációig terjedő széles skálára. Foglalkozik a sérült testszövetek és szervek biológiai alapon létrehozott pótlásával, kombinálva a mérnöki tudományokat az élettudomány eredményeivel.
A betegből kivesznek néhány egészséges sejtet és laboratóriumi körülmények között szaporítják őket, majd kombinálják egy abszorpcióképes polimerrel, amit azután a megcélzott szerv vagy szövet (például csont, bőr, porc, ín, máj) tükörképévé alakítanak. Ez a készítmény sokféleképpen felhasználható, például háromdimenziós váz készítésére is, ami megfelelő mechanikai szilárdságot és stabilitást adhat egy időre. A sejteket hozzáadják ehhez a vázhoz és hagyják őket ott megtapadni és szaporodni. Ezt a váz/sejt szerkezetet ültetik be a betegbe, akinek szervezetében a sejtek létrehozzák a kívánt szövetet. Egy idő után a műanyag váz lebomlik és eltávozik a szervezetből. A textilanyag ennek a vázszerkezetnek a kialakításában játszik fontos szerepet és lehet szőtt, kötött, fonatolt vagy nemszőtt kelme, de lehet hímzési technikával előállított szerkezet is – a legfontosabb, hogy megfelelő porozitása legyen. Hímzés útján nagyon változatos alakú vázakat lehet létrehozni, amelyek egyúttal megfelelő mechanikai tulajdonságokkal is rendelkeznek ahhoz, hogy beilleszkedjenek a fogadó környezetbe.

## Implantátumok készítésére alkalmas textilipari eljárások
Mint az előzőekből is látható, implantátumok készítésére többféle textilipari eljárás alkalmazható.

### Szövés

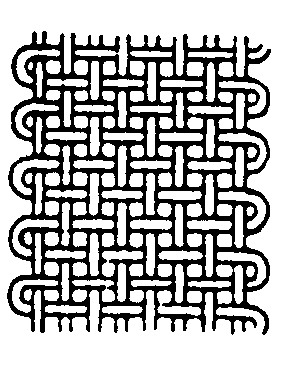
Szövet alapszerkezete

Szövésnél két egymást keresztező fonalrendszerből, a hosszanti lánc- és a keresztirányú vetülékfonalakból épül fel a kelme. Míg láncfonalakból egymás mellett sok van a szövetben, vetülékfonal elvileg csak egy van, ez húzódik jobbról balra és vissza, közben hol alul, hol felül keresztezve a láncfonalakat, a kötésmódtól függően. A szövött kelme implantátumok előállítása szempontjából előnyös tulajdonsága, hogy mindkét főirányban (hosszában és szélesség irányában is) erős, alaktartó, igen jól varrható, viszont kevésbé nyúlékony. Szalagszövőgépeken keskeny szalagok formájában is készíthető, így a szövet szélei épek, nem hajlamosak a kifoszlásra. A szövet szakítóereje, nyúlása, koptatással szembeni ellenállása – a felhasznált fonalak anyaga és mechanikai tulajdonságai mellett – a kötésmódtól és fonalsűrűségétől is jelentősen függ. A legszorosabb vászonkötés biztosítja a legszilárdabb szerkezetet, ugyanakkor a fonalsűrűség bizonyos mérték fölött fizikailag nem növelhető. Az implantátumoknál nagyon fontos porozitás a lánc- és vetülékfonalak sűrűségével és a kötésmóddal állítható be, de ez egyben hatással van a szövet alaktartó képességére és szilárdságára is, ezért a fonalsűrűséget és a kötésmódot összehangoltan és a kívánt tulajdonságok szem előtt tartásával kell beállítani.
A szöveteket leggyakrabban síklap alakban állítják elő, azonban cső alakú szövött kelmék (például tömlők, zsákok) gyártására körszövőgépek is vannak. Minthogy a cső alakú protézisek (műerek, sztentek stb.) viszonylag kis – néhány milliméter, vagy legfeljebb néhány centiméter – átmérőjűek, ezek gyártására speciális körszövőgépre van szükség.

### Kötés

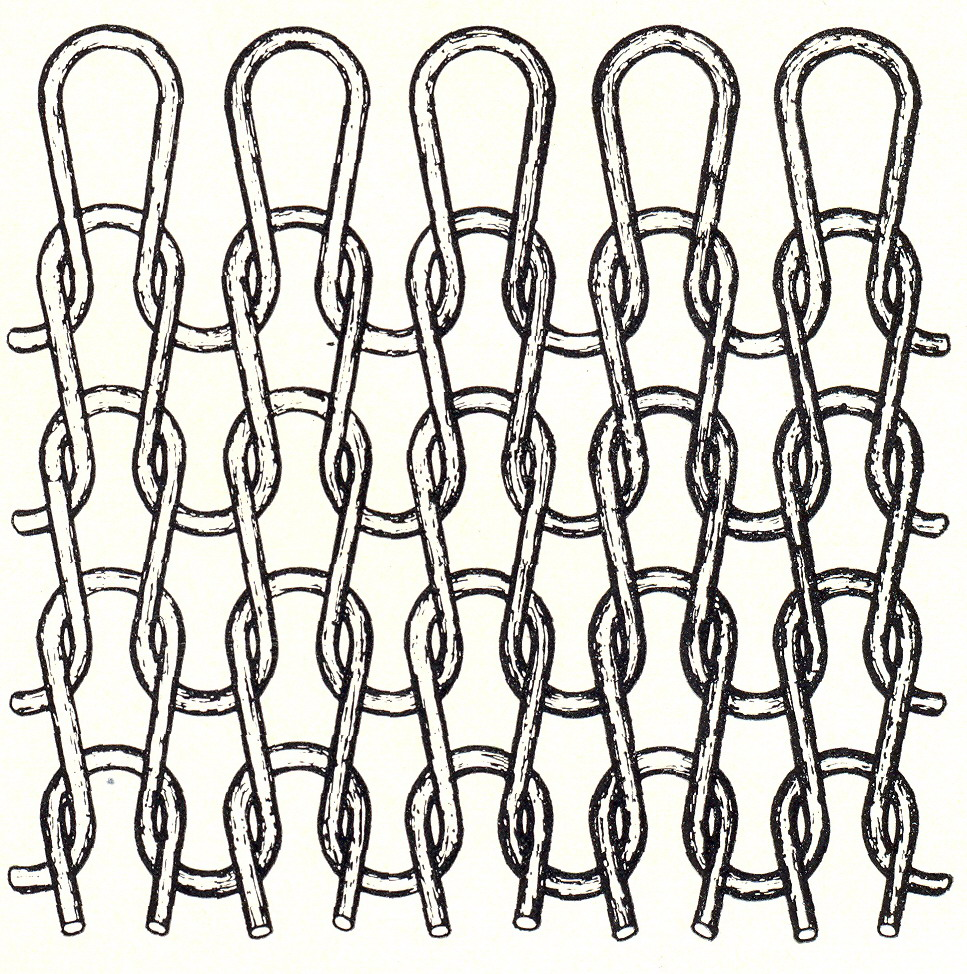
Vetülékrendszerű kelme alapszerkezete

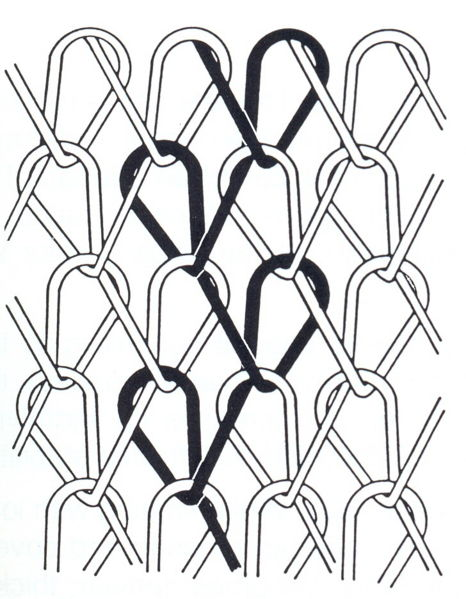
Láncrendszerű kelme alapszerkezete

A kötött kelmék hurok formára hajlított fonal(ak)ból kialakított szemekből állnak.  Az egymás melletti és egymás fölötti szemek összekapcsolódásából alakul ki az összefüggő kelme. A hurkok formájától és kapcsolódási módjától függően alapvetően kétféle kelmeszerkezetet különböztetünk meg: a vetülékrendszerű és a láncrendszerű kötött kelméket.A vetülékrendszerű kelme elvileg akár egyetlen fonalból is készülhet, a láncrendszerű kelmékben ezzel szemben legalább annyi fonalra van szükség, ahány szem készül egymás mellett a kelme szélességében.
A szemformák és a szemkapcsolódások különböző változataival és ezek kombinációival rendkívül sokféle kelmeszerkezet alakítható ki, ami a gyártáshoz használt fonalak saját tulajdonságaival kombinálva egyrészt a kelme szerkezetére, másrészt a kelme legkülönbözőbb fizikai tulajdonságainak (tömeg, vastagság, szakítószilárdság, nyúlás, rugalmasság, porozitás stb.) tág határok között történő változtatására használható ki.Lázár 1983
A kötött kelmék a szövöttekhez képest jóval hajlékonyabbak, rugalmasabbak, könnyebben alakíthatók. Porozitásuk a fonalvastagság és a kelmeszerkezet függvénye, és az igényeknek megfelelően állítható be. Bár a vetülékrendszerű kelme a fonal sérülése esetén elvileg szemfutásra hajlamos, ez a veszély a protézisek kötést követő további kezelése (bevonattal való ellátása) miatt a gyakorlatban nem áll fenn. A láncrendszerű kelme a protézisek előállításában alkalmazott szerkezeténél fogva sem hajlamos a szemfutásra.
Mind a vetülék-, mind a láncrendszerű kelme készíthető síklap, illetve cső alakjában. A síklap alakban készített kelmék leggyakoribb sebészeti alkalmazása a sérv- és más műtéteknél használt hálók előállítása, amire a láncrendszerű kelmék a legelterjedtebbek. Cső alakú termékek gyártására általában a körkötőgépek szolgálnak, amelyeknek akár 10 mm alatti átmérőjű csövek készítésére is alkalmas változatai is ismertek Az elágazásos érprotézisek láncrendszerű kelme formájában két tűágyas láncrendszerű kötőgépeken valósítható meg.

### Fonatolás

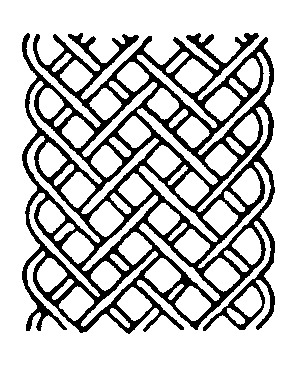
Fonat alapszerkezete

A fonatolt termékek jellemzője, hogy egymást csavarvonal alakjában keresztező fonalak alkotják.  Ezzel a módszerrel sík és cső alakú termékek is előállíthatók. A sebészeti gyakorlatban használatos sebvarró fonalak jelentős része ezzel a módszerrel készül, mert nagyon hajlékony, a szükségleteknek megfelelő vastagságú varrófonal gyártható így. Gyakran alkalmazzák ezt a technikát érprotézisek és más cső alakú implantátumok előállítására is.
Felhasználják a fonatolási eljárást katéterek gyártásánál is.

### Hímzés
Az utóbbi időkben feltűntek a hímzési eljárással készített implantátumok is, amelyek nagyon érdekes és fontos lehetséges fejlesztésnek látszanak a textiltechnológiai eljárásokkal készített implantátumok számára.
Hímzésnél egy alapkelmén (ami esetleg egy nemszőtt kelme lehet) alakítják ki az öltéseket, amelyek bármilyen alakzatnak megfelelően helyezkedhetnek el; az öltésekkel borított alakzat és benne az öltések iránya a korszerű hímzőgépeken számítógépes vezérléssel tetszés szerint hozható létre. Az alapkelme olyan anyagból készül, amely a hímzett forma elkészülte után kioldható (például polivinil-alkohol), és ekkor visszamarad az öltések sokaságából adódó összefüggő hálózat, amely például mesterséges szalagok készítésére ad lehetőséget.
A hímzési technikával előállított ilyen és hasonló implantátumok készítésére elvileg bármilyen hímzőgép alkalmas lehet, „csupán” a megfelelő hímzőprogram elkészítéséről és megfelelő fonal alkalmazásáról kell gondoskodni. Mivel a korszerű hímzőgépek mind számítógéppel programozhatók, bármilyen alakú és méretű hímzett implantátum készítését lehetővé teszik.

## Utólagos megmunkálások
Maga a textilipari eljárás az orvosbiológiai termékeknek a gyártásában csak a folyamat egy részét (kezdetét) jelenti. A textiltechnikai eljárásokkal előállított termékek a nyers kelme további kezeléseit igénylik, annak érdekében, hogy a gyógyászatban valóban eredményesen lehessen azokat felhasználni. Ezek az utólagos megmunkálások azt jelentik, hogy a textilanyagot különféle bevonatokkal, esetleg merevítésekkel kell ellátni, hogy simák, alaktartók legyenek, a varrófonalakhoz sebvarró tűket kell illeszteni, gondoskodni kell a sterilizálásukról, megfelelő csomagolásukról stb. Mindezek a gyártási folyamat igen fontos részei, amelyekhez speciális anyagokat, eljárásokat és gépeket fejlesztettek ki. Tekintettel arra, hogy a végterméknek tökéletesen csíramentesnek kell lennie, a gyártás minden folyamatában a legnagyobb tisztaságra, a higiéniai feltételek maximális biztosítására kell törekedni.
Az orvosbiológiai termékek gyártását, forgalomba hozatalát és használatát szigorú hatósági előírások szabályozzák.